# MOL liga 2009/2010
Sezóna 2009/2010 byla 2. sezónou MOL ligy. Mistrem se stal tým Budapešť Stars.

## Základní část
| Vysvětlivka            |
| ---------------------- |
| Postupující do playoff |

| Poř. | Tým                     | Z  | V  | VP | PP | P  | VG  | OG  | B  |
| ---- | ----------------------- | -- | -- | -- | -- | -- | --- | --- | -- |
| 1.   | Dunaújvárosi Acélbikák  | 24 | 21 | 1  | 1  | 1  | 133 | 50  | 66 |
| 2.   | SC Miercurea Ciuc       | 24 | 14 | 0  | 1  | 9  | 82  | 70  | 43 |
| 3.   | Újpesti TE              | 24 | 12 | 1  | 1  | 10 | 102 | 99  | 39 |
| 4.   | Budapešť Stars          | 24 | 11 | 2  | 2  | 9  | 61  | 63  | 39 |
| 5.   | Ferencvárosi TC         | 24 | 8  | 3  | 2  | 11 | 86  | 90  | 32 |
| 6.   | Miskolci JJS            | 24 | 4  | 2  | 3  | 15 | 73  | 102 | 19 |
| 7.   | SCM 68 Fenestela Brašov | 24 | 3  | 2  | 1  | 18 | 71  | 134 | 14 |

## Play off
- Celé play off bylo hráno na jeden zápas.

### Semifinále
- Dunaújvárosi Acélbikák - Budapešť Stars 2:3
- SC Miercurea Ciuc - Újpesti TE 3:4

### O 3. místo
- Dunaújvárosi Acélbikák - SC Miercurea Ciuc 4:3

### Finále
- Újpesti TE - Budapešť Stars 1:3